# Milkshake

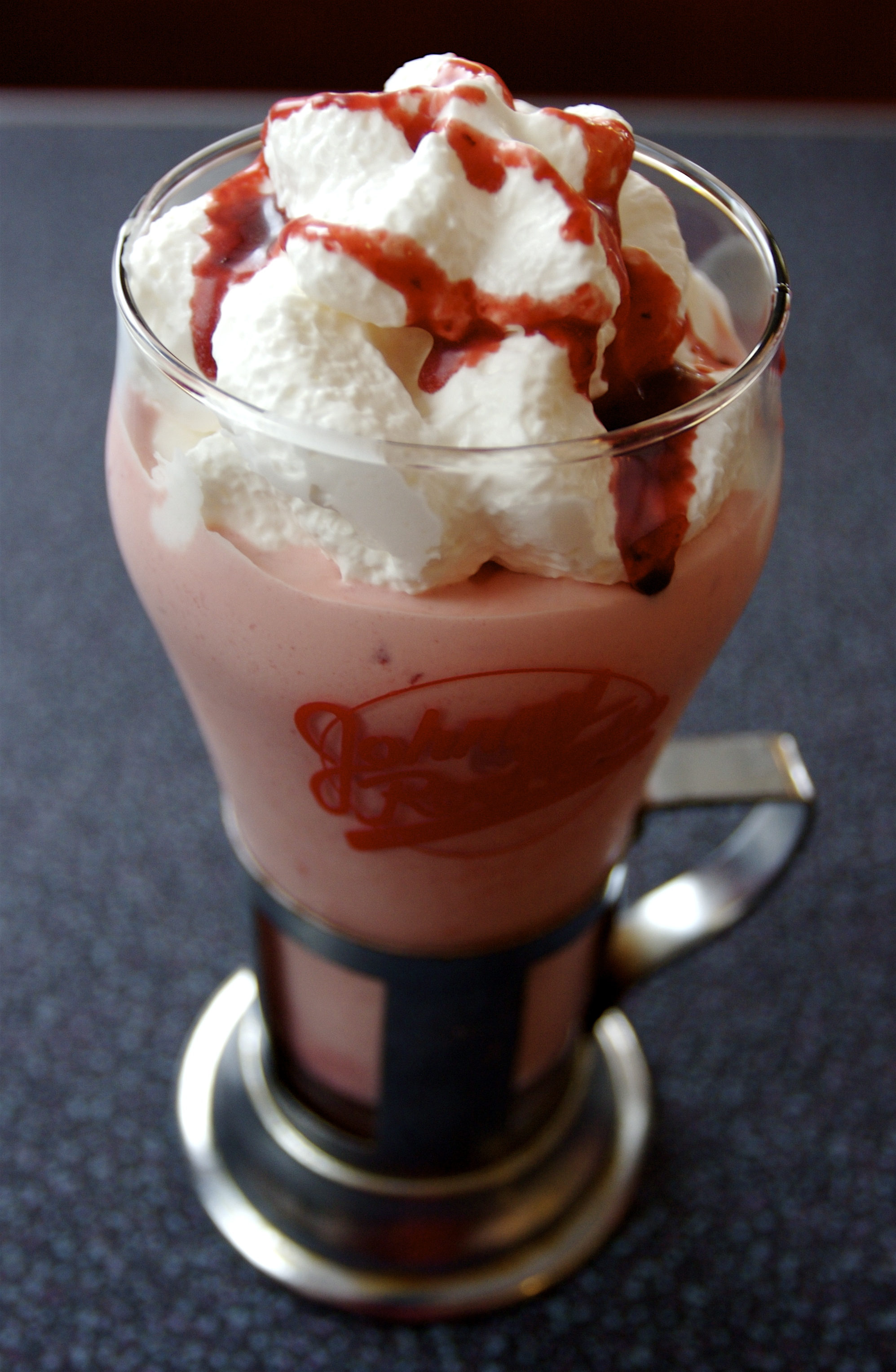
Klassieke aardbeienmilkshake met slagroom en aardbeiensiroop

Een milkshake is een dikke koude drank gemaakt van melk, roomijs of softijs en vruchten en/of siroop voor de smaak. De ingrediënten worden gemixt.
Veel snackbars hebben een machine om van softijs milkshakes te maken. Er zijn ook gespecialiseerde winkels, die met roomijs en fruit milkshakes maken. Met een blender of staafmixer is het op deze manier ook mogelijk om zelf milkshakes te maken. Ook in ijssalons worden op deze manier milkshakes gemaakt. Zij gebruiken hiervoor hun schepijs.   